# サブメンバー

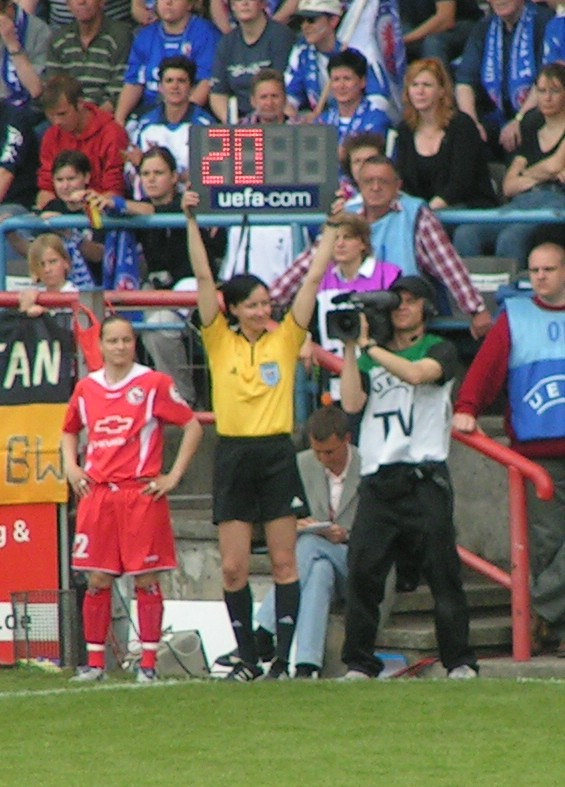
テクニカル・エリアにて交代を待つサブメンバー（サッカー）

サブメンバー（sub member）とは、スポーツの団体競技において、試合開始時より出場しない選手のこと。

## 概要
一般に「控え」「補欠」「サブスティテューション（substitution）」などと呼ばれ、試合開始時より出場するスターティングメンバー（スタメン）に対して、主にそのバックアップ要員として待機する。また、基本的にベンチにて出番を待つため、控えに回ることを「ベンチスタート」と呼び、特にサブでの出場が多い選手は「ベンチウォーマー（bench warmer）」と表現することがある。
サブメンバーとして勝負どころで投入され、結果を残す選手を「スーパーサブ」と表現する。

## 選手交代のルール

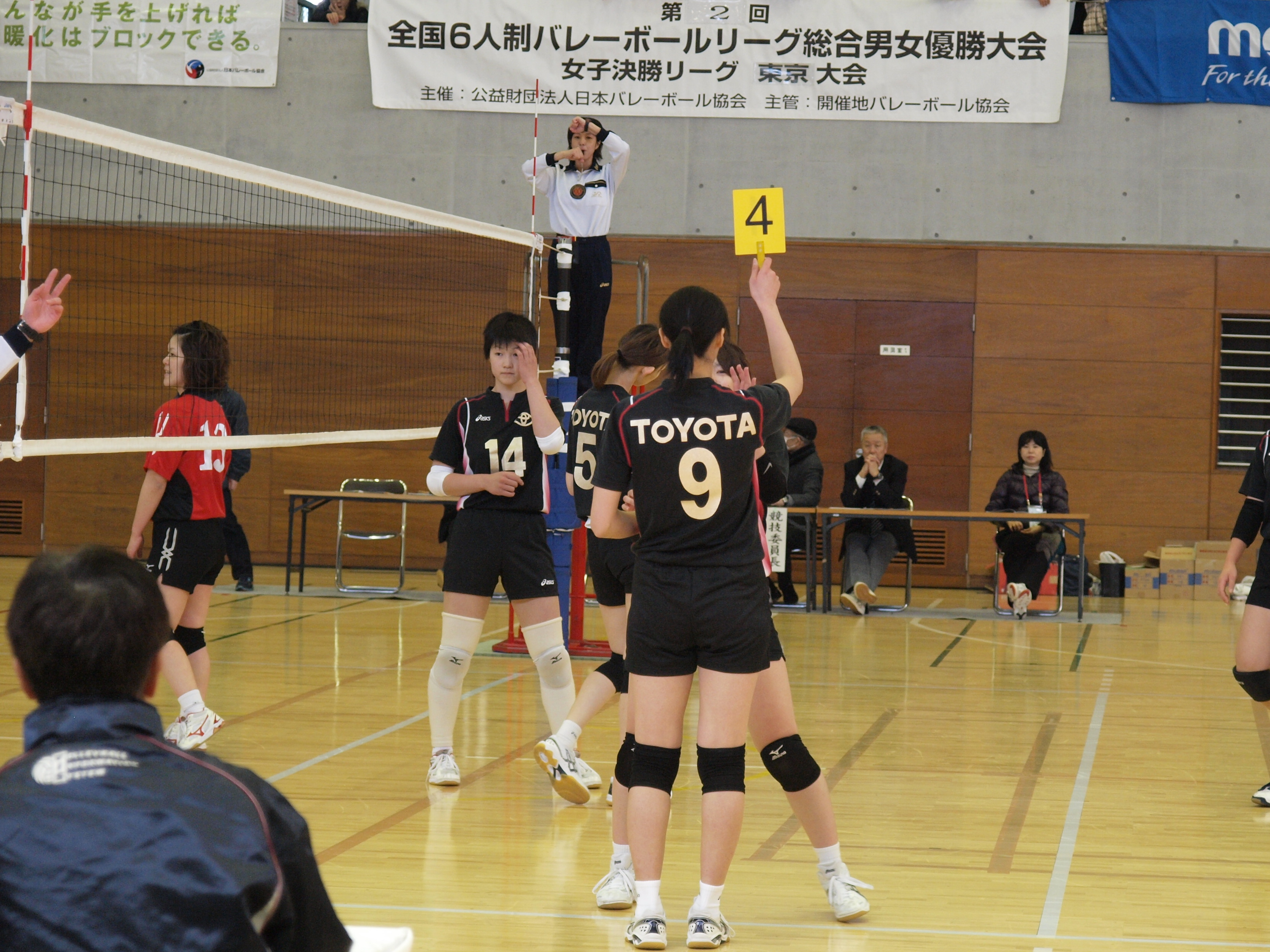
バレーボールの選手交代

- 選手交代は各競技ルールに基づいて試合途中あるいはインターバル（競技によってはタイムアウトも）明けに実行する。
- サブメンバーは試合開始時にはベンチに入り出番を待つ。
- 試合途中で交代する場合、サブメンバーは交代直前にコート（フィールド）の外で待機し、交代される選手がコートからベンチに退こうとすると、代わってコートに入り交代完了となる。
  - ラクロスの場合、選手交代（フライ）は交代エリア内でのみ行うことになっている。
  - 選手の傷病による場合、その選手をコートの外に出し、トレーナーが傷病の様子を見た後、試合続行不可と判断されてから交代が行われる場合もある。
- 交代で退いた選手は完了後は基本的にベンチから試合を見守る。
  - ただし、野球などにおいて退場処分を受けた場合はベンチからも退出しなければならず、傷病の場合はベンチ裏で治療を施し、程度によっては競技場から退出（病院へ搬送など）する場合もある。
- 選手交代については、競技によって申告交代制と自由交代制に分かれる。前者は野球、ソフトボール、クリケット、サッカー、ラグビー、バスケットボール、バレーボールなど、後者はアメリカンフットボール、アイスホッケー、フィールドホッケー、ラクロス、ハンドボール、フットサル、水球などが該当する。
- 申告交代制の場合、必要に応じてコーチ（監督）、競技によっては主将が審判員を通じて運営にその旨を告げ、試合途中の場合は試合が止まった後に審判員が交代を認めた上で指示を仰ぎ実行に移す。
  - 選手交代がある場合は、場内アナウンスでその旨が告げられる。また、サッカーやラグビー、バレーボールでは交代される選手の背番号が記されたボードを示して交代を促す。
  - 野球やサッカー、ラグビーなどでは一度交代で退いた選手は原則として試合に戻る（再出場）ことはできないが、ラグビーでは傷病に限り治療のため一時的に交代させることが可能である。また、ソフトボールの場合、スタメンが一度退いても、自分の元の打順を引き継いだ選手と交代するという条件で1度だけ再出場（リエントリー）が認められる。一方、バスケットボールやバレーボールなどでは再出場が認められる。
  - 野球、ラグビーなどでは選手登録枠の範囲で交代可能である一方、サッカー、クリケットでは交代する人数に制限が設けられている。さらにクリケットの場合、負傷など以外の理由による交代は基本的に認められない。規定の交代枠を使い切った後は選手交代することができず、アクシデントが起きれば人数を欠いた状態で試合を続行しなければならないか、試合放棄として敗戦扱いにされる。
- 自由交代制の場合、審判員に交代を告げる必要は特になく、交代も無制限でかつ再出場も可能。競技によっては試合進行中に交代を完了することができる場合もある。
  - ただし、アイスホッケーにおいては、試合中断時に交代する場合、ビジターチームはホームチームよりも先に交代を終えなければならない。